# Бабуня Дощевіск
Есмера́льда «Есме» Дощеві́ск, більш відома як бабу́ня Дощевіск або місіс Дощевіск (англ. Esmerelda "Granny" Weatherwax) — літературний персонаж з серії Дискосвіт (цикл «Відьми») Террі Пратчетта, відьма і член Ланкрського ковену.
Самопризначена опікунка своєї маленької країни і часто захищає її від надприродних сил. Одна з головних героїнь Дискосвіту, відіграє провідні ролі в семи романах.
Бабуня Дощівіск — дуже могутня чаклунка, вважається сильнішою, ніж найвідоміша відьма Плаского світу, Чорна Еліс (справжнє ім'я Еліс Демерраж), яка відповідає за будь-яку кількість чаклунства в казках, наприклад, таких як занурення замку в сон або потрапляння в власну піч, вштовхнутою неслухняними дітьми. Здається, що її вчителем вчителя вчителя вчителя була Чорна Еліс («Я навчилася своєму ремеслу від Няні Грайпс, яка дізналась про це від Гуді Хеггеті, яка отримала його від Нанни Пламб, яку вчила цьому Чорна Еліс…» — Бабуня, в Пані та панове). З троїстої природи ковену (діва, мати і карга), було висловлено припущення, що вона втілює в собі всі три, хоча карга є найочевиднішим. У будь-якому випадку, це найменування тактовно уникається в її присутності, таким чином, описуючи структуру ковена, вона згадується як інша.
Майстерніть і репутація матінки Дощевіск призвели до визнання її лідером (або Primus inter pares) спільноти відьом в Вівцескельних горах «Відьми по природі не товариські, принаймні з іншими відьмами, і у них, звичайно, не буває лідерів. Бабуня Дощевіск була самим шанованим з лідерів, яких раніше вони не мали». У Віщі сестрички, привид покійного короля Ланкру, Веренс Перший звертався до матінки Дощевіск як «Дуайен відьом» («Старша відьма відьом»). Репутація матінки Дощевіск виходить за рамки навіть видових бар'єрів — Тролі Вівцескельних гір називали її «Aaoograha hoa» («Та, кого слід уникати»; згадується в Маскараді), Дворф називає її «K'ez'rek d'b'duz» («Йди на іншу сторону гори»; також згадується в Маскараді), і Нак Мак Фіглі називав її «The Hag O' Hags» («Вища відьма»). Бабуня відома хитрістю і напористістю серед молодших відьом, хоча це згадується або короткочасно, або не згадується взагалі із зрозумілих причин.

## Походження
Згідно Відьми за кордоном, Есмеральда «Есме» (пізніше «Бабуня») Дощевіск народилася молодшою з двох дочок. В книгах не зазначено, чи була її мати відьмою чи ні, але Есмеральда згадує, що батько був мисливцем, який навчив її, що «поганий мисливець переслідує, а хороший — чекає» (Панове та пані). Поки Есме була практично ще дитиною, її старша сестра-підліток Лілі, все частіше сварилась з батьками через свою поведінку. Як Бабуня відкривається Няні Ягг у Відьми за кордоном, Лілі була розпусна, використовувала магію для розваг і не тільки звичайну магію; здатна пригадати сварки сестри та матері, навіть будучи такою маленькою, Бабуня описує її: «вона була норовлива», Лілі була марнославна і горда («завжди дивилась в дзеркала… Горда, як кішка, вона була. Переважно більше дивилася в дзеркало, ніж у вікно»), «батьки юнаків часто приходили скаржитися», кульмінацією чого стало те, що Лілі вигнали з дому у віці тринадцяти років.
Після того, як Бабуня виросла, вона була непохитна, щодо того, щоб стати Відьмою; як вона звіряється в Панове та пані, магія її не обирала, вона вибрала її («Я ніколи не стояла ні перед ким… Я розбила табір в садку старої Няні Грайпс, поки вона не пообіцяла розповісти мені все, що знала. Хах. Це зайняло у неї тиждень і після обіду я зазвичай була вільна… Ні, вибрала я…»). Бабуня піде на те, щоб стати повноцінною відьмою, і в якийсь момент візьме на себе відповідальність за її власний хутір, село Задира і королівство Ланкр в цілому. Бабуня Дощевіск, як вона пізніше повідомила, також доглядала за своєю хворою матір'ю до моменту її смерті (що стало з батьком ніколи не було сказано). У той час все ще молодою жінкою, Есмеральда була втягнута в роман довжиною в літо з тоді ще початківцем чарівником Маструмом Дивакуллі, але зрештою вони обидва були віддані до відповідних шляхів чаклунства і чарівництва.
Матінці було приблизно сімдесят під час подій книг Віщі сестрички, Відьми за кордоном, Панове та пані, Маскарад & Carpe Jugulum, такого ж віку як і Няня Ягг (що виросла з нею). Та, за мірками Місіс Трізон, вона до сих пір вважається дівчиною (Зимових справ майстер).
Бабуня Дощевіск помирає на початку подій Корона пастуха, тепер їй приблизно вісімдесят, де, переживши Поклик, вона приводить в порядок садибу, готує власну плетену скриньку та записує заповіт й останню волю (підтверджуючи інструкції, що надала раніше Няні Ягг), перед тим як лягти на останній спочинок у ліжко. Коли Смерть прийде за нею, він запитає, чи вона була задоволена своїм життям, і відьма підтвердить, що так, задоволена, як жила, як зберегла у безпеці свою частину світу. Смерть, у свою чергу, запевняє, що її свіча буде продовжувати довго палахкотіти після смерті і що вона залишає світ у кращому стані, ніж він був, коли вона з'явилася. Її смерть відчувається через Диск; Няня Ягг і Тіффані Біль прибувають першими поховати її у лісі, на тому місці, яке попередньо вибрала сама Бабуня, і Архканцлер Дивакуллі Маструм відвідує її ненадовго, щоб віддати належне. За ходом подій Корона пастуха, Тіффані Біль, яку Бабуня назвала своїм наступником, перенапружує себе, намагаючись вести два хутори і жити згідно звання Матінки як нова Відьма з відьом, але зрештою приходить до визнання необхідності все робити по-своєму, а не просто намагатись робити все, що робила Дощевіск.

## Зовнішній вигляд
Бабуня Дощевіск носить просту чорну сукню, дещо пошарпаний чорний плащ і високий, загострений відьомський капелюх, прикручений до її твердого як залізо сірого пучка декількома капелюшними шпильками. Вона худа, і, хоча насправді не така висока, але має такий владний вигляд, що здається вищою. Вона визначає свою вагу, як «9 стоунів» (126 фунтів) в Панове та пані. Багато посилань на її блакитні очі, проникливий погляд і постійно зростаючу самовпевненість. У Право на чари вона описується як «приваблива», маючи чудовий колір обличчя, відсутність бородавок, і всі зуби, хоча згадується, що вона вважає це трохи недоречним для відьми.

## Особистість
Бабуня Дощевіск, має непохитну віру в свої здібності, яка досі виявлялася точною, і крайню недовіру до історії. Їй було визначено природою бути «злою відьмою», але, в ранньому віці, вона зрозуміла, що повинна бути «доброю», щоб збалансувати її сестру, Лілі (Ліліт). За іронією долі, Лілі, яка стала хрещеною феєю, була переконана, що вона була доброю, бо давала людям те, що думала, вони повинні бажати. Бабуня Дощевіск, однак, давала людям те, що вони знали їм дійсно потрібно. Відьми самі не наважуються використовувати «погана» або «добра» як опис, особливо при обговоренні могутніх відьм; як Пратчетт стверджував: бути добрим (з великої літери Д) і правим (з великої букви П) не обов'язково робить когось гарним (з великої букви Г), а Бабуня також не являється (Гарною, так). Бабуня любить, щоб її поважали, і якщо повага з відтінком страху, нехай так і буде. Крім тих, хто її добре знають, наприклад, Няні Ягг, Маграт Часник, Агнес Нітт, і Тіффані Біль, люди поважають і/або бояться її, але не люблять. Тим не менш, маленькі діти здаються неналяканимим через те, що знають, що вона не зашкодить їм навмисно. Люди в Ланкрі знають, що вона завжди прийде, коли її потребують і зробить якнайкраще для них, тому що це правильно (з великої букви П).
Бабуня цінує практичність і важко працює проти атрибутів так званої «махії». Вона сильно недолюблює відьом, таких як Летіс Щипавка, які бавляться скандуванням, підвісками і кристалами. Вона стверджувала, що хотіла б зустріти матір Тіффані, матінку Біль, ймовірно, тому, що вона ніколи не претендувала ні на що більше, ніж роль пастуха, незважаючи на володіння повагою та силою відьми.
Бабуня Дощевіск не відчуває в собі необхідності в особистих речах і утримує більшість з них в одному єдиному дерев'яному ящику. Ця коробка, як відомо, містить кілька сувенірів, в тому числі пачку листів (деякі з них або всі, як вважається, від молодого Маструма Дивакуллі), шматок магнетиту від «танцюристів» кам'яного кола
, скам'янілість амоніта та перо фенікса в скляній пляшці. Тим не менш, громадяни Ланкру також вважають, що він містить таємниці Всесвіту, безмежне багатство в золоті, або маленький Всесвіт. Бабуня не зробила майже нічого, щоб присікти ці чутки. Крім тих, хто що в ящику, її іншими пам'ятними речами є годинник, який вона успадкувала від своєї матері і срібний чайний сервіз (який потім переплавили для виготовлення підков для Єдинорога під час подій Панове та пані), в комплекті з глечиком для вершок у формі гумористичної корови (яку вона планувала залишити Маграт Часник, за заповітом, у разі її смерті).
Журнал Gender Forum стверджує, що Бабуня Дощевіск має деяку схожість з Семюелем Вайсом і Смертю. Всі три — фактично «добрі» персонажі, які здійснюють жорсткий контроль над темрявою усередині себе, яку таємно бояться, але (що особливо важливо для їх персонажів) мають змогу перемогти.
За даними The Pratchett Portfolio її типовим висловлюванням є: «Я не можу дозволити такого роду речі.» На відміну від більшості типових висловлювань в Folio, насправді записано, що відьма каже це, або, принаймні, Няня Ягг говорить щось дуже схоже, коли вона прикидається Матінкою, тимчасово взявши на себе роль… іншої через тимчасовий відпочинок Дощевіск; і Агнес, і граф де Магпір говорили чи чули його у своїй голові, перебуваючи під частковим впливом її свідомості, так само як Бабуня каже, це в несвідомому стані рівно в ту ж хвилину, як граф робить так само, в Carpe Jugulum.
Цитата: 
«Не роби що бажаєш, роби що я тобі кажу»

## Родина і відносини
Вона не знала фізичної любові, як свідчить її здатність захоплювати єдинорогів, традиційно можливо тільки для дів, як вона прямо говорить Няні Ягг в Панове та пані. Проте не обійшлося і без романів у її житті.
Бабуня Дощевіск доглядала за матір'ю до моменту її смерті, і є далеким родичем Гальдера Вітровоска, колишнього Архканцлеру Незримого Університету. У неї є старша сестра Лілі Дощевіск, яка з'являється в Відьми за кордоном. Молодою жінкою, у неї були короткі романтичні відносини з Маструмом Дивакуллі. Натякалось, що вона вийшла за нього заміж в альтернативній реальності і мала кілька дітей. Молодою, вона недовго називала себе «Endemonidia», але тільки на кілька годин (в Дискосвіті, не всі імена залишаються в силі як Пердита), що показує, що навіть самі мудрі відьми починали з малого та дрібного.
Вона бере в учні принаймні одну людину в свій час, Ескаріну Сміт, яка стала першою жінкою-чарівником Плаского світу (Право на чари) і згодом не згадується в серії до подій Сукня кольору опівночі. Маграт Часник, Агнес Нітт і Тіффані Біль офіційно вчились у інших відьом, але час від часу навчались у Матінки.
Мітла матінки відома старістю і темпераментом. Це вживана, «запозичена» у її колеги Хілти річ (Право на чари). Вона була ремонтована так часто, що нічого від оригінальної мітли не залишилось, маючи одночасно і вал і щетинки не раз замінені, і часто вимагає від користувача розганятись по землі, що робить її єдиною мітлою на Диску, яку потрібно підштовхнути. Вона, однак, значно швидше, ніж більшість мітел, як тільки вона розгониться.
В явній спробі розкрити її м'яку сторону, Тіффані Біль зробила її невільним зберігачем маленького білого кошеняти, для якого Матінці досі вдавалося показати прихильність у неприхильній формі. Не зраджуючи своєму характеру, вона охрестила його «Ти», , як «Гей, Ти, геть з полиць!» або «Заходь, Ти!». Ще кошеням, Ти одного разу був виявлений сплячим на матінковій голові, під капелюхом; Дощевіск стверджувала, що воно тримає її голову в теплі. Ставши дорослим, Ти відмовилася від матінкового капелюха і часто зустрічалася, оповивши плечі відьми, як лежача королева, додаючи дещицю потужності до вже грізної сили Дощевіск. Ти — єдина відома кішка (хоча не єдина тварина) на Диску, яка залякала кота Грібо Няні Ягг, загартованого в боях, який ховався в страху, коли був з Ти в одній кімнаті; це припускає, що вона може бути сумісна з матінкою Дощевіск в темпераменті врешті-решт.
Після смерті матінки Дощевіск, Ти знаходить Тіффані Біль, або як спосіб сказати Тіффані, що Бабуня померла, або щоб передати себе Тіффані. У будь-якому випадку, вважалося, що це додатковий доказ того, що Тіффані була взята на матінкову роль «голови відьом».

## Головологія
Незважаючи на її силу, Бабуня Дощевіск рідко використовує магію в будь-якій відразу впізнаваній формі. Замість цього, вона вважає за краще використовувати головологію, таку собі народну психологію, яку можна узагальнити наступним чином: «якщо люди думають, що ти відьма, ти можеш бути нею». Наприклад, Бабуня може, якщо захоче, проклинати людей. Однак простіше для неї сказати, що вона прокляла їх, і дозволити їм припустити, що вона відповідає за наступні нещастя, що трапляються з ними; враховуючи її репутацію це веде до того, що деякі люди покидають країну. Няня Ягг вважає, що це ухилення від магії не дає Дощевіск спокуситися стати дуже успішною «злою» відьмою.
Головологія має деяку схожість з психологією в тому, що вона вимагає від того, хто її використовує, провести глибоке розуміння роботи людського розуму для того щоб бути успішно використаною. Однак, головологія, як правило, відрізняється від психології в тому, що вона зазвичай передбачає рішення проблеми з абсолютно іншої точки зору.
Кажуть, що різниця між головологія і психіатрією полягає в тому, якщо ви дійдете віри, що за вами женеться монстр, психіатр переконає вас, що немає ніяких монстрів, які переслідують вас, а головологіст вручить вам велику палицю і стілець, щоби вистояти. Підхід в головології дуже схожий на практичний підхід С'юзан Сто-Геліт до вирішення проблем дітей: так як дитина вже вірить у Бугімена, то ви можете погодитись з цим і вчити їх, що вони можуть твердо вірити в кочергу також.

### Повноваження
Через її небажання відкрито використовувати магію, інші персонажі Плаского світу, в різні часи, обвинувачували Бабуню Дощевіск в «роботі тільки обманом» і в тому що вона «майже не володіє або не володіє взагалі реальною силою» (звинувачення яке вона розділяє з Лу-Тце). Обидва твердження абсолютно не відповідають дійсності. Хоча й віддаючи перевагу не використовувати магію, Бабуня Дощевіск показує, в деяких випадках, декілька «звичайних» форм сили в достатку, у тому числі телекінез (Панове та пані) і пірокінез (Море і рибки), а також ряд менш традиційних форм сили, таких як: вміння зливатись з фоном кімнати, відкладати фізичні травми на більш пізній момент часу (Маскарад), і можливість змусити людей повірити, що вони були перетворені на тварин, таких як жаби. (Можливість зробити це по-справжньому — в її силах, але для чого такі проблеми?)
Під час дуелі з Архканцлером Незримого Університету (Право на чари), Матінкою була показана можливість перетворюватися на величезну кількість різних істот. GURPS Discworld припускає, що перетворення з обох сторін були тільки спецефектами, так як заклинателі Дискосвіту не стали б так халатно поводитися з власними морфічними полями; незважаючи на це, Бабуня Дощевіск показала, що вона рівня Архканцлеру. У Віщі сестрички вона визволила значні вибухові чари на возі, втрачаючи терпіння, а також переслала все населення Ланкру вперед у часі на п'ятнадцять років, так що вигнаний спадкоємець престолу буде у віці здатному, щоб звільнити країну від узурпатора-підкаблучника краще раніше ніж пізніше, хоча і з великими труднощами та після тривалих маніпуляцій Няні Ягг. В Море і рибки, Няня Ягг стверджує, що Есме була досить помірним талантом, але вкрай працьовитим.
Вона також вельми майстерна в Запозиченні — мистецтві накладання її розуму на розум іншої істоти, так що вона може бачити його очима і керувати його діями, не виказуючи своєї присутності — і може налаштовувати розум до такої міри, що відчуває основний настрій її оточення (в тому числі і настрій рослин, тварин і землі) і наявність «історій», які вони намагаються грати самі по собі. Вона навіть «позичила» вулик, який вважається найважчою свідомістю для запозичення, через його поширення в багатьох тілах, будучи єдиною відьмою, яка коли-небудь це зробила, а також розум Незримого Університету (Панове та пані і Право на чари відповідно). У Віщі сестрички, де вона з'являється вдруге, вона вступає в контакт із самим розумом Ланкру. Однак, поки її розум задіяний в Запозиченні, її тіло впадає в ступор, майже транс, подібний до смерті; вона зізнається в Панове та пані, що з метою запобігання неприємних пригод, вона надягає табличку з написом «Я НІ ПОМИРЛА», коли вона практикує (після її фактичної смерті, вона була знайдена, лежачи в ліжку з цим плакатом на грудях, «НІ» закреслено і напис був «Я ТОЧНА ПОМИРЛА»).
Вона була відома тим, що була в змозі виявити спогади Матінки Дощевіск, яка живе в альтернативній реальності, але тільки в ті моменти часу, коли межа між її та іншими світами особливо тонка.

### Обмеження
Знання, що є правильно (з великої букви П) є наріжним каменем вірувань Матінки, і саме це попереджає використання її значних психічних та окультних здібностей для власної вигоди. Крім того, до цих пір це було основним стримуючим чинником її сили, як вона пояснює в Маскараді, якщо вона була б поганою відьмою, то могла б ламати людям кістки, там де вони стояли й керувати їхнім розумом за своїм бажанням, але не може бути поганою відьмою. Вона знає, що Правильно. Це, звичайно, не завадило їй стати зростаюче сильнішою, до точки, де вона навіть зуміла не тільки протистояти смертельним обіймам укусу вампіра і повернути прокляття, у результаті чого нападник став слабшим зсередини, з тягою до чаю та печива.
Бабуня описується як нездатна заподіяти шкоду дитині. Діти до певного віку, здається розуміють це: одного разу вона погрожувала здерти Пьюзу Яггу голову і наповнити її зміями; його відповіддю було: «Смішна леді!». Діти, підростаючи знаходили її лякаючою, як і більшість дорослих.
Крім обмежень, обумовлених її моральністю, як зазначалося раніше, є деякі форми магії, які Бабуня Дощевіск не може робити, або через нездатність або відразу. Ці форми включають деякі з найчастіше пов'язані з Чаклунством, в тому числі пірокінез (Право на чари). Вона, однак, підпалила колоду, дивлячись на неї, поки та не спалахнула з чистого збентеження. Вона також стверджувала, що неможливо зловити меч у руку без поранень, але, здається, зробила це незабаром після цього (в кінці книги з'ясувалося, що вона лише відклала поранення в часі). Кажуть, якщо Бабуня стверджує, що завдання неможливе, це означає, що неможливо ні для кого, крім себе.
Єдине, що неодноразово перемагає Бабуню, — це її літаюча мітла. Вона відмовляється плавно стартувати, незважаючи на заміну дворфами як ручки, так і прутиків. Проте вона стверджує, що мітла «буде працювати, тільки треба докласти трохи праці»
Відносини Матінки з писаним словом — напружені та межують з бойовими. Право на чари зазначає, що читання скидається їй схожим і таким же злим, як некромантія: так як більшість авторів мерці, метою обох досліджень є пошук думок мертвих, і «вони мають достатньо, про що турбуватися без цього». Це думка не зовсім відрізняється від думки Чокса Нак Мак Фіглі.

## Спадщина
Скам'янілості з Мезозою гінкго був названий Ginkgoites weatherwaxiae в честь бабусі Везервакс.